# Vruchtpluis
Vruchtpluis is het uitgegroeide pappus (de gereduceerde kelk bij de lintbloempjes van een lid van de composietenfamilie) op de vrucht. Het komt vooral voor op de nootvruchtjes van planten die tot de composietenfamilie behoren, maar het komt ook voor bij andere families, zoals bij de teunisbloemfamilie, maagdenpalmfamilie en valeriaanfamilie. Bij deze vruchten is de kelk uitgegroeid tot een haarkrans. Er zijn soorten (zoals paardenbloem) waarbij het steeltje van de haarkrans zich verlengt tijdens het rijp worden van de vrucht, maar er komen ook soorten voor waarbij het vruchtpluis direct op de vrucht is ingeplant (klein streepzaad, klit). De haren van het vruchtpluis kunnen vertakt zijn en worden dan geveerd genoemd. Speer- en akkerdistel hebben geveerd vruchtpluis.

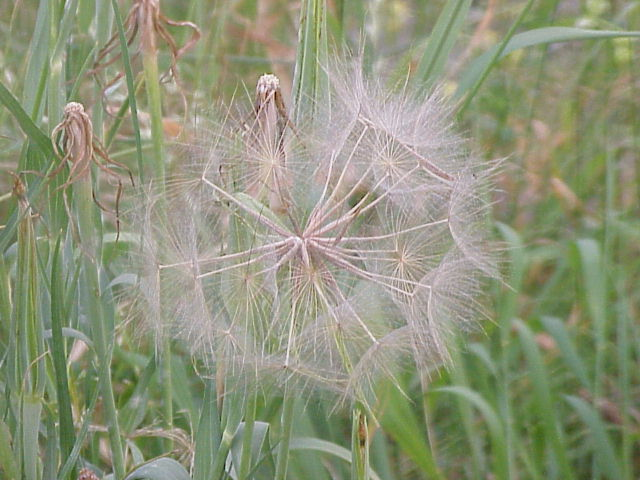
Vrucht van gele morgenster (Tragopogon pratensis subsp. pratensis)
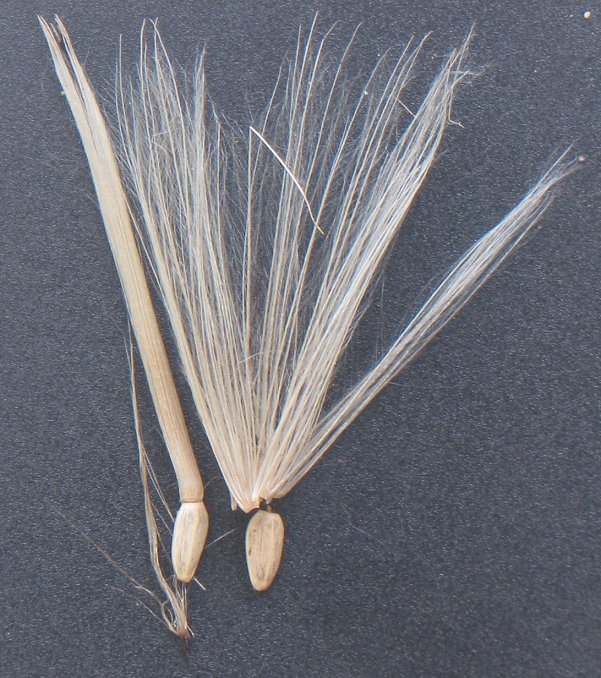
Vrucht van speerdistel (Cirsium vulgare)
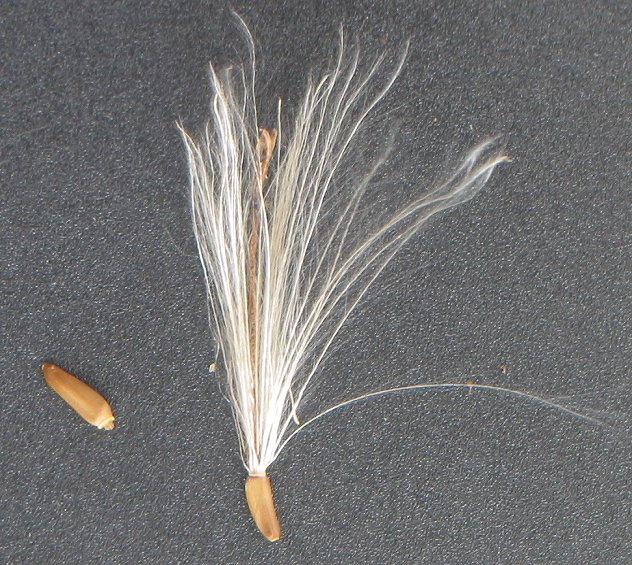
Vrucht van akkerdistel (Cirsium arvense)
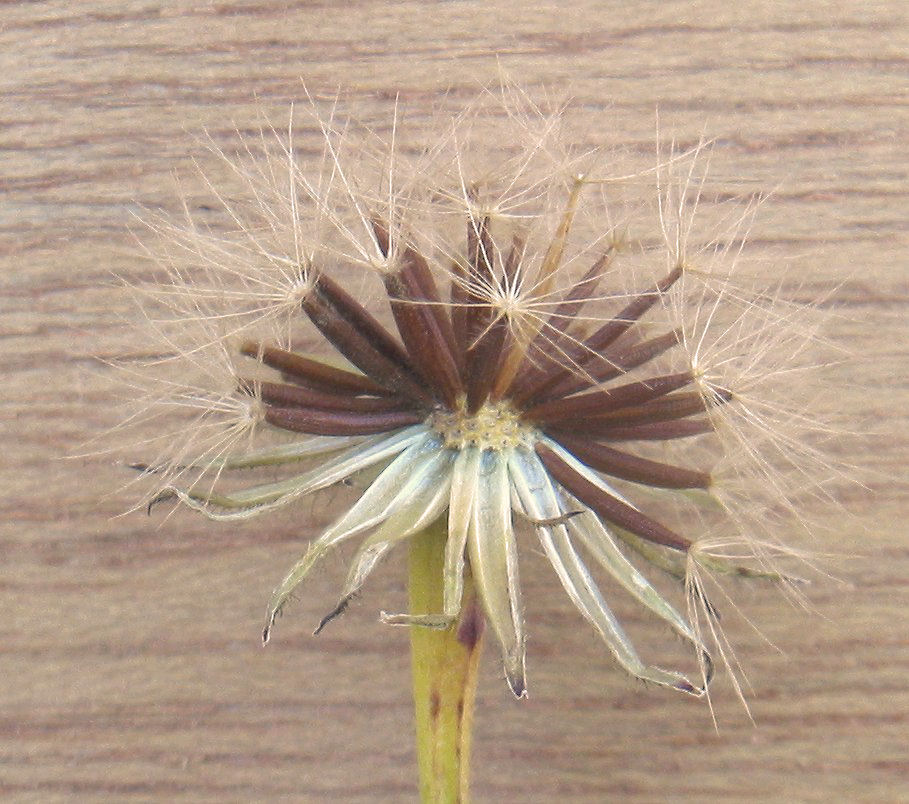
Rijp bloemhoofdje van klein streepzaad (Crepis capillaris)
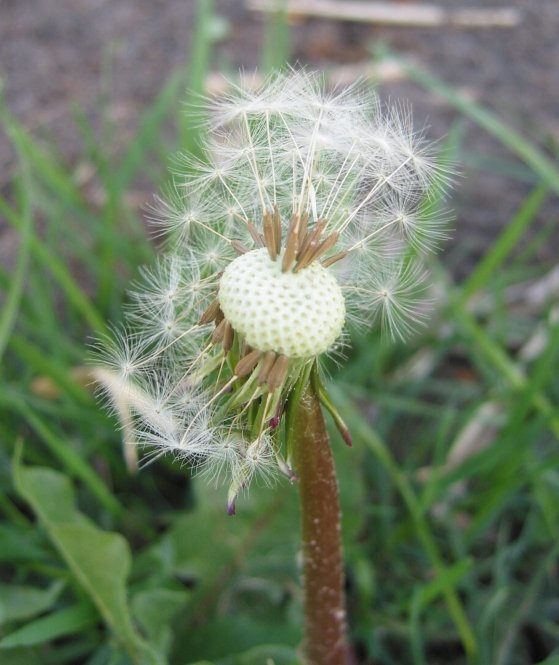
Vruchtjes van de paardenbloem (Taraxacum officinale)
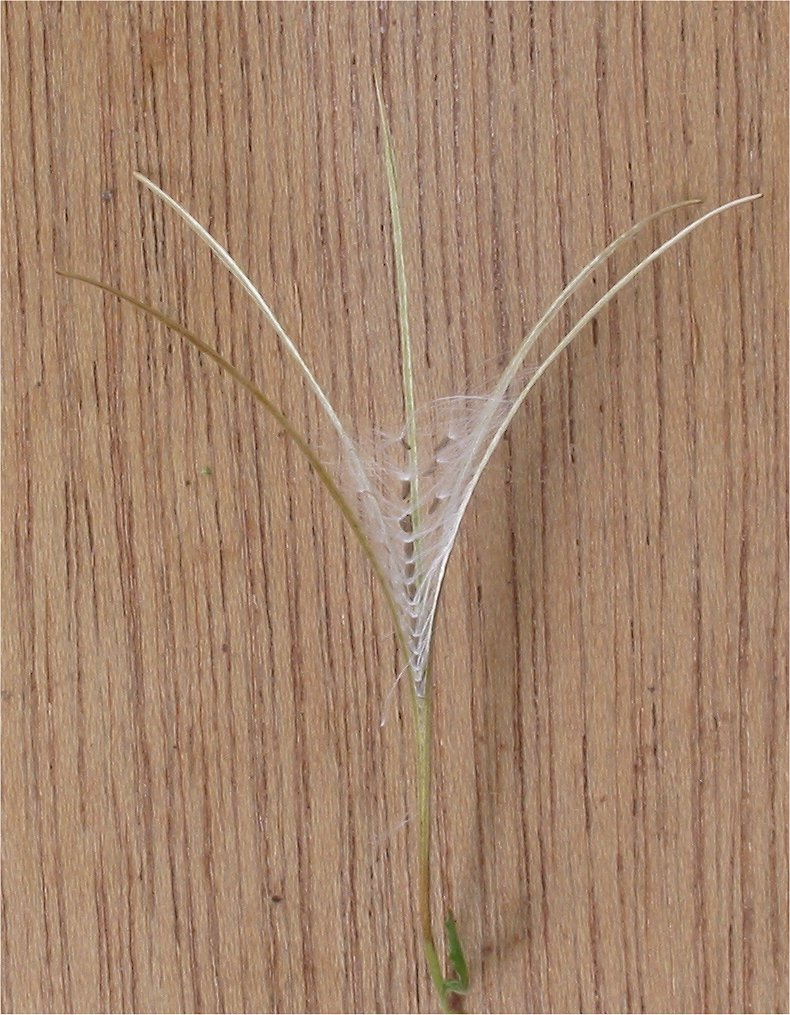
Opengesprongen doosvrucht van kantige basterdwederik
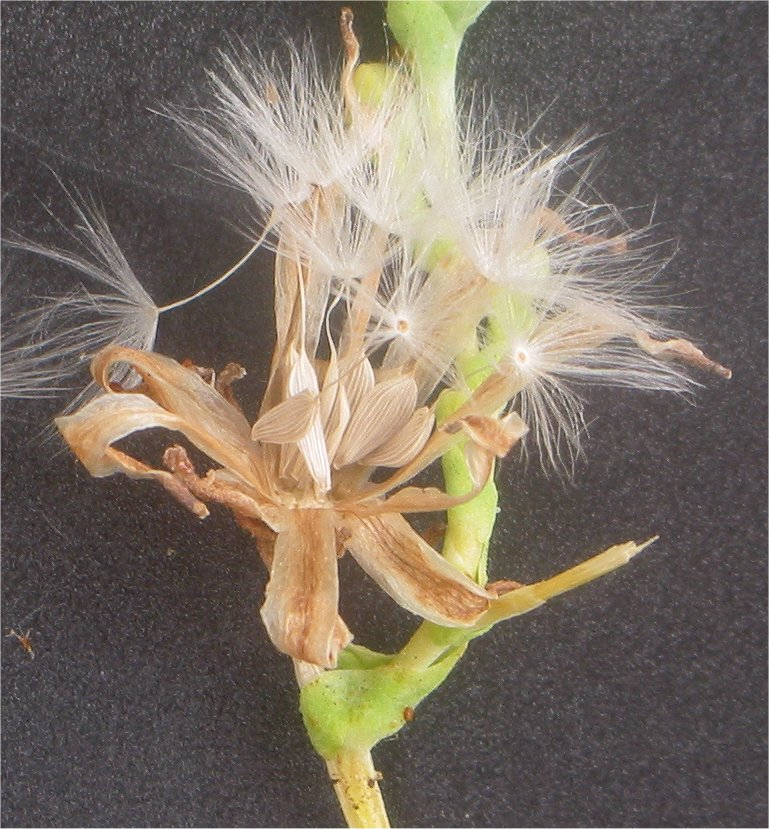
Vruchten van ijsbergsla
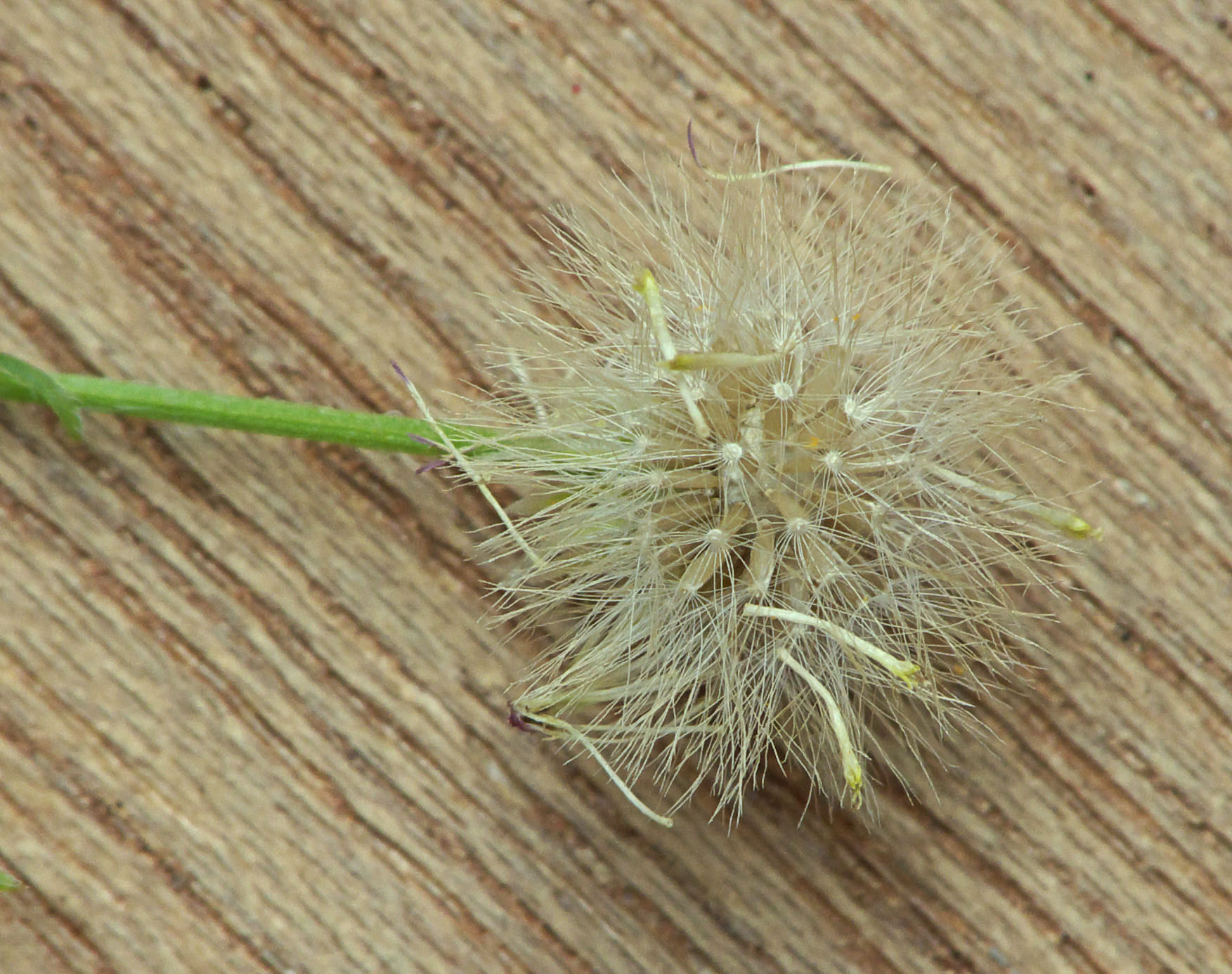
Vruchten van de Canadese fijnstraal (Conyza canadensis)

## Zaadpluis bij katoen
Op de zaden van katoen (Gossypium sp.) zit ook pluis, maar dat is niet afkomstig van de kelk en dus geen vruchtpluis, maar zaadpluis. De katoenvezel is een eencellig uitgroeisel van de opperhuid (epidermis) van het zaad en is botanisch gezien een eencellige, met cellulose verdikte celwanden van een haar.